# Hohen Rätien
Hohen Rätien ist eine der grössten historischen Anlagen auf dem Gebiet des Kantons Graubünden in der Schweiz. Sie liegt auf 946 m ü. M. im Gemeindegebiet von Sils im Domleschg im Bezirk Hinterrhein. Sie gehört als Fideikommiss der Familienstiftung von Jecklin und steht unter dem Schutz der Schweizerischen Eidgenossenschaft und des Kantons Graubünden.

## Lage
Die weitläufige Kirchenburg liegt auf dem mächtigen Felskopf des Crap Sogn Gion (dt. «Johannisstein») rechterhand 250 Meter über dem Nordeingang zur Viamala-Schlucht und überblickt das Gebiet am Zusammenfluss von Hinterrhein und Albula und Nolla-Bach. Auf drei Seiten ist das grosse Plateau durch senkrecht abfallende Felswände geschützt, der Zugang zur Anlage ist nur an der steilen Südseite über einen 40 Meter tiefer liegenden Geländesattel möglich. Damit liegt Hohen Rätien unmittelbar an der seit prähistorischer Zeit bis ins Hochmittelalter viel begangenen Splügenpass-Route, eine der wichtigsten Handelswege auf der Nord-Süd-Achse der zentralen Alpen.

## Geschichte
Hohen Rätien wird in schriftlichen Quellen kaum erwähnt, weshalb eine quellenbasierte Forschung erschwert ist. Historisch und baugeschichtlich stellt die Anlage daher in mancher Hinsicht ein rätselhaftes Unikum dar. Das zu Siedlungszwecken hervorragend geeignete markante Plateau weist Spuren aus allen Zeitepochen bis zurück in die Bronzezeit auf.
Entgegen älteren Annahmen erkennt die gegenwärtige Forschung in der Anlage keinen zur Verteidigung ausgelegten hochmittelalterlichen Adelssitz, sondern eine nur teilweise ummauerte Kirchenburg, die an der transalpinen Handelsroute als Wegstation diente. Überreste römischer Bauten sind archäologisch an mehreren Stellen im Gelände nachweisbar. Die Region Mittelbünden/Domleschg wurde bereits im 4. Jahrhundert christlich missioniert (siehe #Frühchristliches Baptisterium).
In der Spätantike ging Hohen Rätien in den Besitz der Churer Bischöfe über. Die Kirche wurde zur einzigen Pfarr- und Taufkirche im Gebiet Domleschg/Heinzenberg. Damit war Hohen Rätien Zentrum der Grosspfarrei Rialt mit Amtssitz des bischöflichen Statthalters. Macht und Reichtum des Churer Bistums beruhte nicht zuletzt auf den Einnahmen aus dem Fernverkehr über die Bündner Pässe.
Ein zentrales Angebot für Warentransport und Personenverkehr mag eine Herberge mit Sust im Turm von Hoch Rialt gebildet haben, mit daran anliegenden Stapelräumen zur sicheren Lagerung von Handelsgütern. Dieser innere, weltliche Kern der Anlage war vom äusseren kirchlichen Bezirk durch Binnenmauern räumlich abgetrennt.
Hohen Rätien diente unter anderem als geschützte Zwischenstation, wo ein Wechsel auf trittsichere Maultiere stattfinden konnte, vermutlich boten hier ortskundige Führer und Säumer ihre Dienste zur sicheren Durchquerung der Viamala-Schlucht an. In der Kirche St. Johann & Viktor konnte man eine Bittmesse lesen lassen, bevor man sich auf den gefahrvollen Weg durch die Schlucht aufmachte.
Durch die Auswirkungen des verheerenden Erdbebens von 1295 (Erdbeben von Churwalden) erlitten die Gebäude auf Hohen Rätien so grosse Schäden, dass die Anlage grösstenteils aufgegeben wurde. Ihre Funktionen und Aufgaben als Wegstation wurden in die nahe gelegene bischöfliche Grossburg Fürstenau verlegt, die dadurch starken Aufschwung erfuhr und 1354 das Stadtrecht erhielt.

## Baubestand

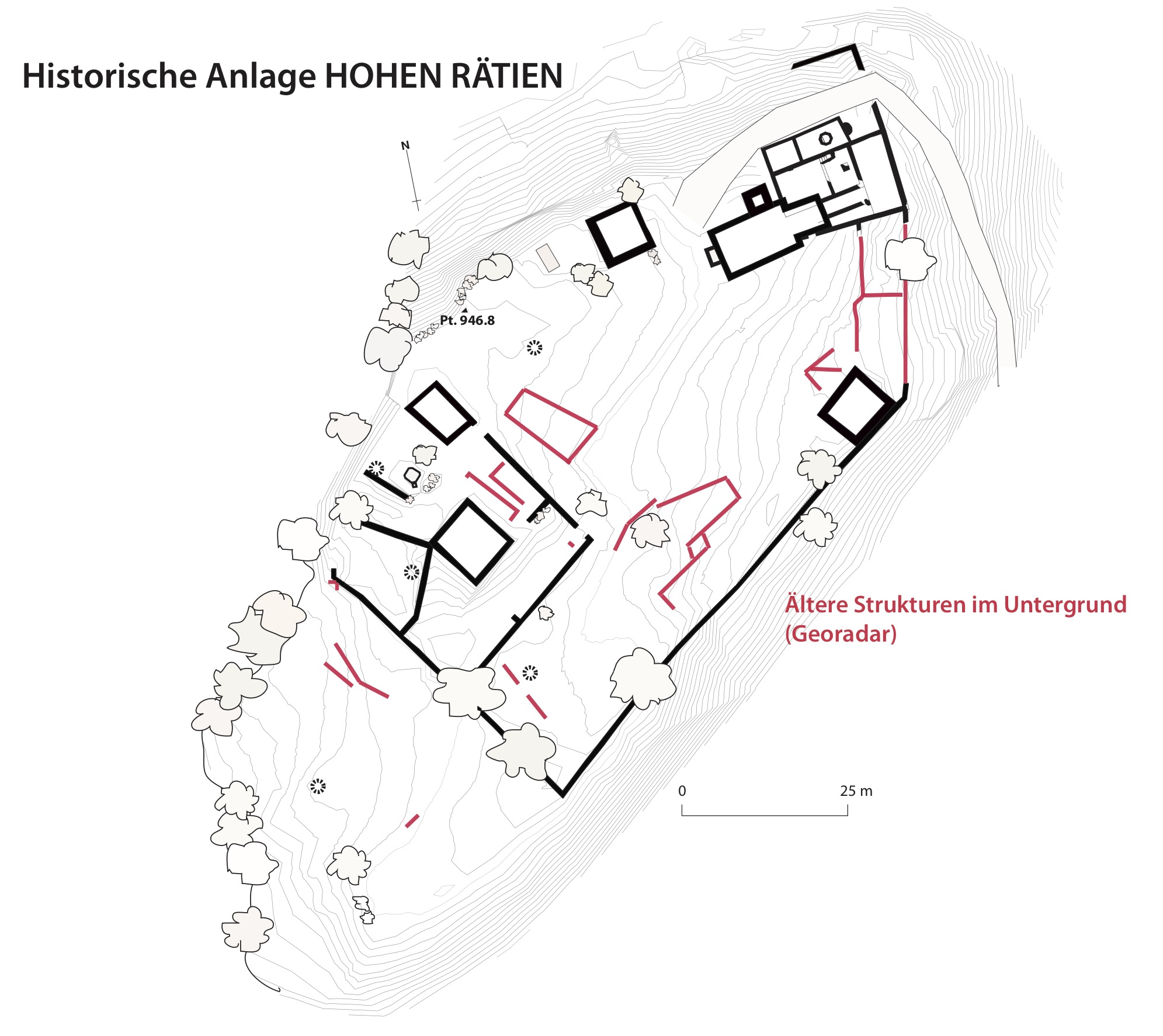
Aufnahmen mit dem Georadar zeigen ältere Strukturen

Die Anlage gliedert sich in einen äusseren, sakralen Bereich (Kirchenburg) und eine dichter überbaute, innere weltliche Zone. Die noch teilweise sichtbare Umfassungsmauer (Bering) stammt vermutlich aus dem Frühmittelalter und umschliesst Teile des Plateaus von ca. 1 ha Fläche. Innerhalb dieses Berings stehen verstreut und ohne erkennbare funktionale Beziehung zueinander drei Gebäude sowie zahlreiche weitere Gebäudereste. Untersuchungen mit Bodenradar lassen im Untergrund ältere Strukturen erkennen, welche aber noch nicht näher erforscht sind.

### Hoch Rialt

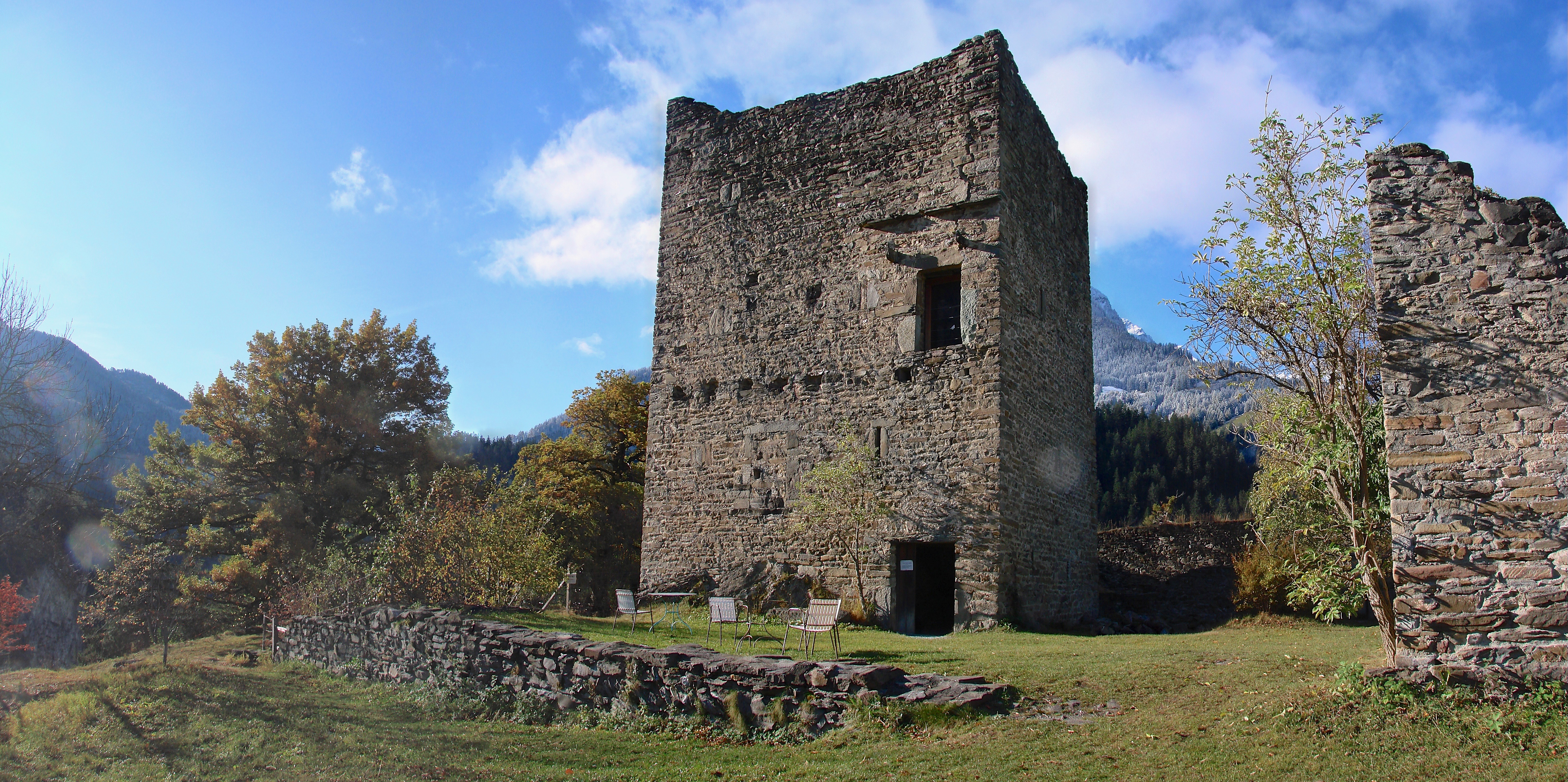
Turm Hoch Rialt

Am höchsten Geländepunkt ragt ein Felskopf über das Plateau hinaus, auf welchem der markante Hoch Rialt Turm errichtet wurde. Dieser bildet den Kern der dichter überbauten inneren Zone, welche im Westen durch die Beringmauer begrenzt, im Süden und Osten aber durch Binnenmauern von der übrigen Anlage abgetrennt ist. Eine nördliche Begrenzung fehlt, die entsprechenden Mauern sind vermutlich mitsamt den Fundamenten im steilen Gelände verstürzt.
Die Gebäude im inneren Bereich rund um den Hoch Rialt Turm dürften aus Stallungen, Warenlagern und Stapelräumen bestanden haben.
Erstaunlicherweise ist der Hoch Rialt in seiner originalen Höhe von rund 14 Metern bis zum heutigen Tag als Turmruine erhalten geblieben.
Wie Mauerfugen auf halber Höhe der Süd- und Nordfassade belegen, bestand das Gebäude in seiner ersten Nutzungsphase aus einem zweistöckigen Steinhaus mit Giebeldach. Das Haus dürfte in der Art eines Schermens (einfaches Schutzgebäude) als Herberge für reisende Händler und Säumer gedient haben. In der Ostfassade ist im 1. Geschoss der später vermauerte Hocheingang zum einfachen Herbergsraum mit Latrine erkennbar. Im Erdgeschoss in den Felsen eingetieft erkennt man eine Zisterne, welche über das auf dem Giebeldach gesammelte Regenwasser gespeist wurde.
In der 1. Hälfte des 13. Jh. – vermutlich als Reaktion auf die aufkommende Konkurrenz durch die um 1230 passierbar gemachte Gotthardroute – wurde das Steinhaus um zwei weitere Stockwerke erhöht. Der Herbergsraum mit Latrine befand sich in der Folge auf der oberen Etage und bot mit einer grossen offenen Feuerstelle zusätzlichen Komfort.

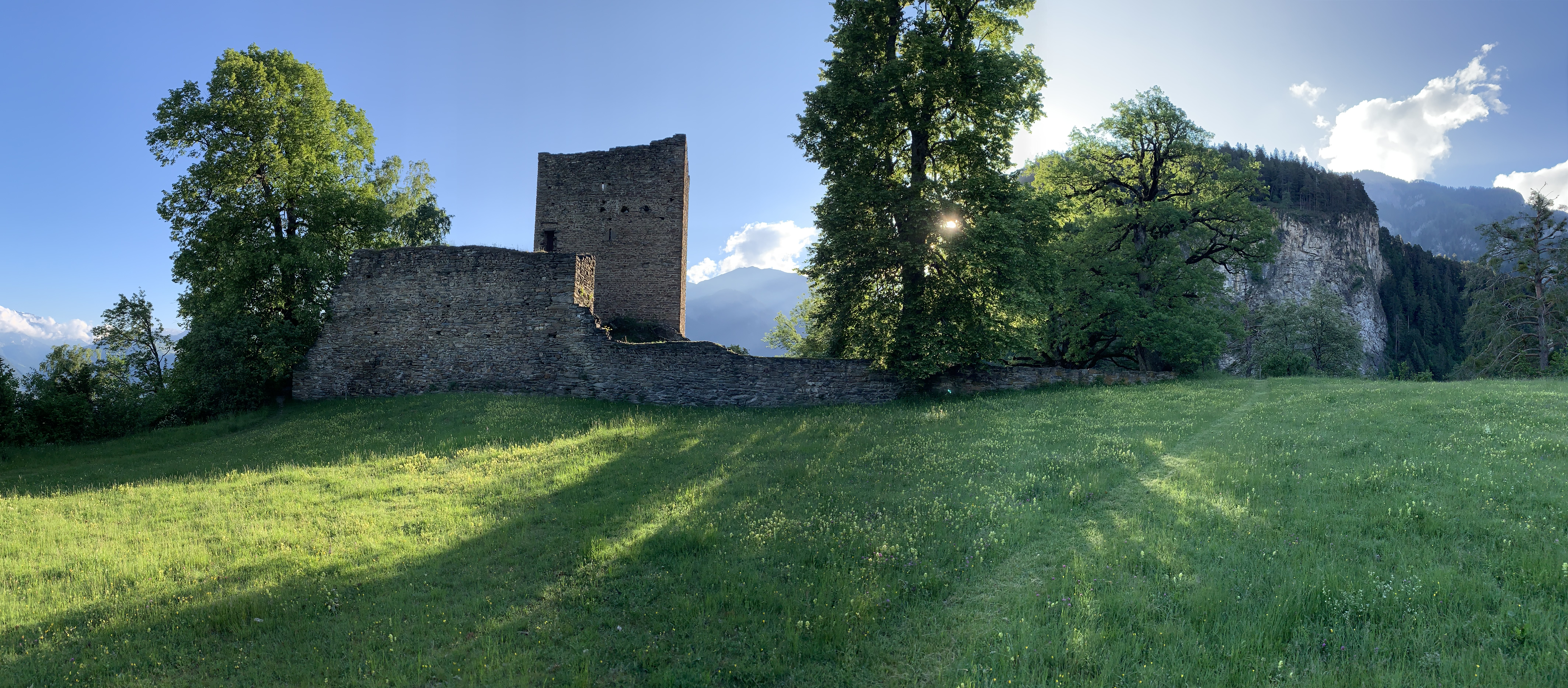
Hoch Rialt und Wiese im Westen

Beim schweren Erdbeben von 1295 dürften die noch heute feststellbaren Schäden am Mauerwerk der Ostwand entstanden sein, die darauf zurückzuführen sind, dass der gemauerte Kamin oberhalb der Feuerstelle abriss und ins Gebäudeinnere stürzte. Dabei wurde die Ostwand teilweise mitgerissen und der Turm so stark beschädigt, dass er – wie die übrige Anlage – aufgegeben werden musste.
In den Jahren 1990/1991 erhielt der Turm im Rahmen der Restaurierungsarbeiten eine galerieartige Stützkonstruktion im Innern, welche das Gebäude vor Einsturz bewahrt. Ein von aussen nicht sichtbares eingezogenes Impluvium-Dach mit aufgesetzter Glaspyramide schützt die Holzkonstruktion vor der Witterung. Das Regenwasser wird über einen Speier im 3. OG nach aussen abgeführt.

### Kirche St. Johann

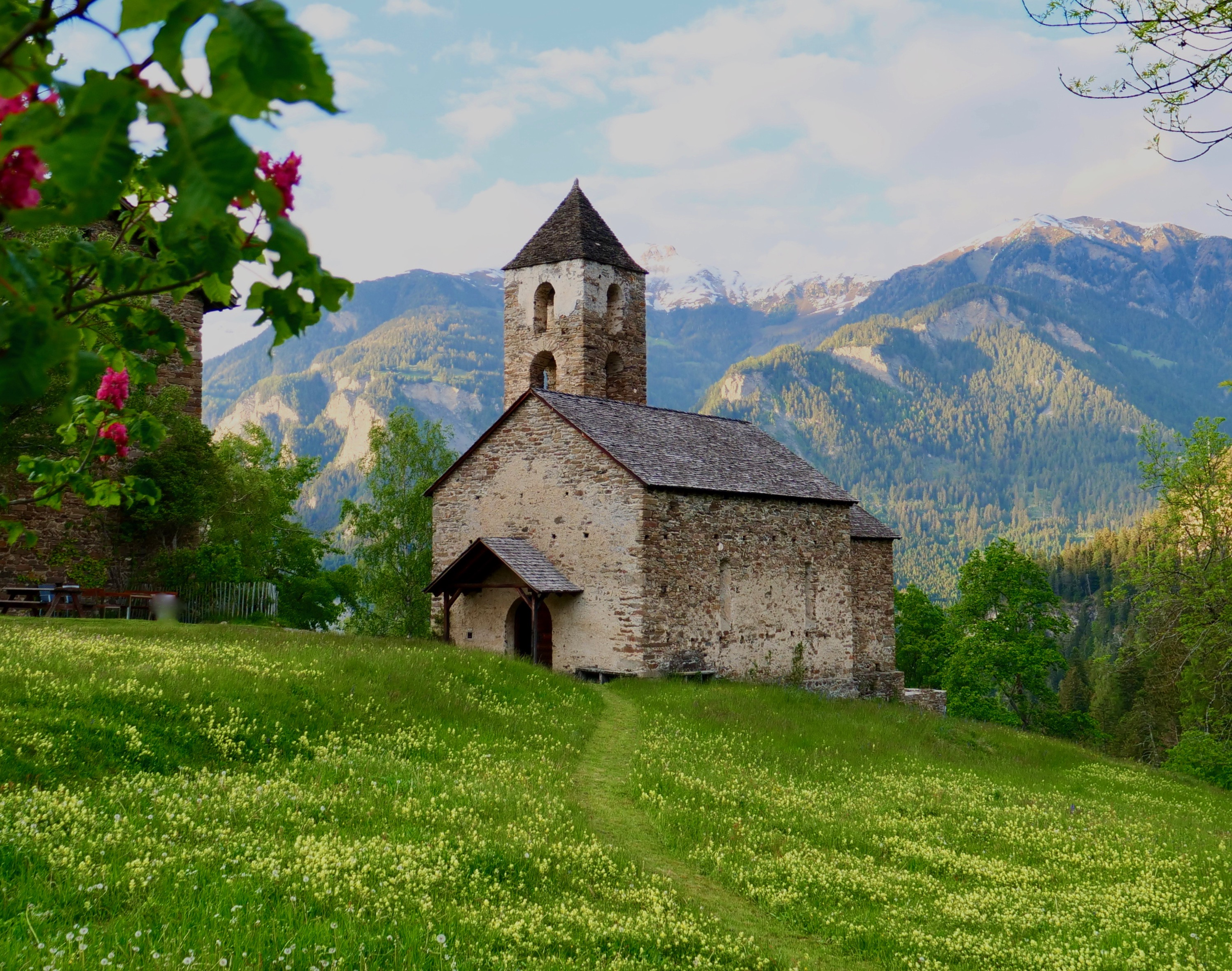
Kirche St. Johann & Viktor

Am östlichen Rand neben dem Eingang der ummauerten Anlage steht die Kirche St. Johann & Viktor, an deren längliches Schiff im Osten ein leicht abgewinkelter rechteckiger Chor ansetzt.
Im Innern des Kirchenschiffs belegen Stossfugen beidseits des Glockenturms, dass dieser aus einer früheren Bauphase (vor dem Erdbeben von 1295) stammen muss. Dieser ursprünglich freistehende Campanile wird einem Vorgängerbau zugerechnet, der erstmals im Jahre 1210 als parrocchia rialt Erwähnung fand.
Um 1300 beim Wiederaufbau aus den Erdbebentrümmern der parroccia rialt wurde der Glockenturm in die Nordmauer der neuen Kirche integriert.
Die Kirche St. Johann & Viktor ist somit der letzte Erweiterungsbau einer Reihe von Sakralbauten, deren Ursprünge bis in spätrömische Zeit zurückreichen.
Im Jahre 1505 verliess infolge der zunehmenden Zahl an ortseigenen Dorfkirchen der letzte Pfarrer seine sturmumwehte Pfründe. Damit ging die mehr als 1000 Jahre dauernde Kirchen- und Tauftradition auf Hohen Rätien zu Ende. Die Kirche wurde dem Zerfall überlassen. Sie überdauerte die Jahrhunderte als Ruine, bis sie im Jahr 1980 im Rahmen der Restaurierungsarbeiten wieder Dächer auf Schiff, Chor und Turm, sowie einen einfachen Holzboden erhielt. Damit erstrahlt das sakrale Gebäude wieder in seinen ursprünglichen spätromanischen Proportionen und kann erneut für kulturelle und kirchliche Anlässe benützt werden.

### Pfaffenturm
Nordwestlich der Kirche steht der quadratische, dreistöckige sog. Pfaffenturm, in welchem vermutlich die Pfarrherren auf Hohen Rätien einst gehaust haben mochten. Es sind fünf Bau- und Umbauphasen erkennbar. Bei Restaurierungsarbeiten im Jahre 1975 erhielt das Gebäude wieder die ursprüngliche Form mit Giebeldach und dient seither der Familienstiftung und den Mitgliedern des Fördervereins als Unterkunft.

### Süd- oder Wehrturm

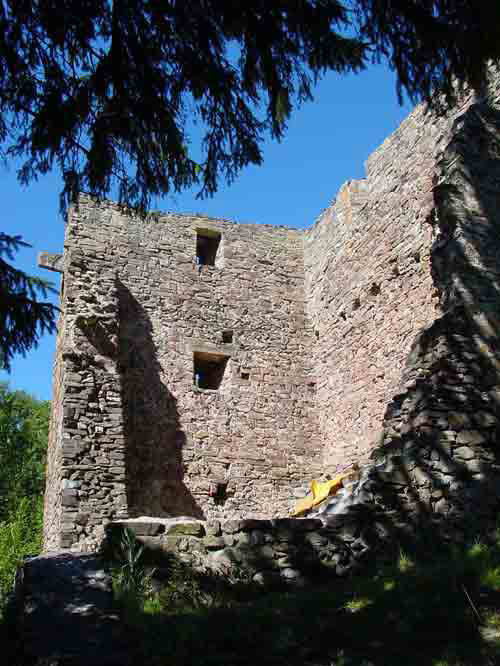
Süd- oder Wehrturm

Der im Südosten der Anlage direkt an der Beringmauer stehende sog. Süd- oder Wehrturm überblickt den gesamten Zugangsbereich des Burghügels. Seine Entstehung ist aufgrund von Holzproben dendrochronologisch auf das Jahr 1209 datiert. Als Abschluss über dem zweistöckigen Mauerwerk darf man sich einen einstöckigen hölzernen Aufbau (ausragender Obergaden) vorstellen, der höchstwahrscheinlich als Wohnraum diente. Brandspuren am Mauerwerk, abgebrannte Reste von Bodenbalken und das Fehlen der gesamten südöstlichen Mauerecke lassen vermuten, dass der Turm beim Erdbeben von 1295 ebenfalls stark in Mitleidenschaft gezogen wurde, wobei die Holzkonstruktion des Obergadens ins Innere stürzte, in Flammen aufging und der ganze Turmrest ausbrannte.

### Frühchristliches Baptisterium

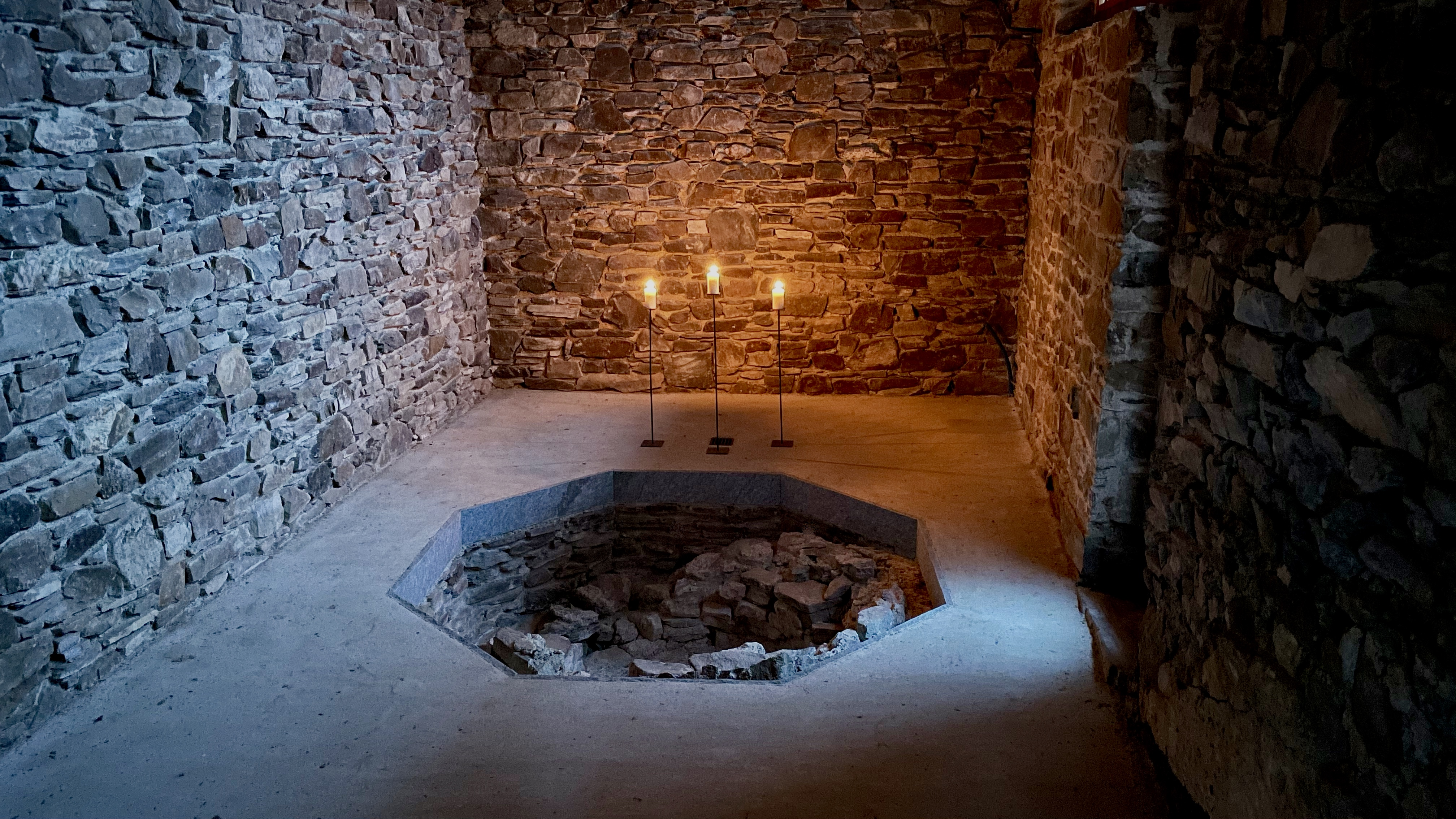
Rekonstruierter Taufraum mit originalem frühchristlichem Taufbecken

Ausgrabungen des kantonalen archäologischen Dienstes Graubünden (ADG) in den Jahren 1999 bis 2005 haben nordöstlich der Kirche St. Johann & Viktor einen Komplex von älteren Sakralbauten zum Vorschein gebracht, deren Ursprünge vermutlich bis in vorgeschichtliche Zeit zurückreichen. Die ältesten noch heute erkennbaren Gebäudespuren dürften sich anhand von im Mauerfundament vorgefundenen Münzen (346 n. Chr.) der späten Römerzeit zuordnen lassen, noch bevor sich das Christentum bis in das Gebiet nördlich der Alpen ausgebreitet hatte.
Wissenschaftliches Aufsehen erregte die Freilegung eines angebauten Taufraumes (Baptisterium), worin ein grosses gemauertes Taufbecken zum Vorschein kam, das bereits in der Spätantike des 4./5. Jh. zur Taufe der frühen Christen gedient hat. Die in späteren Jahrhunderten entstandenen kirchlichen Neu- und Erweiterungsbauten (s. parocchia rialt) schlossen stets einen Zugang zum Taufbecken mit ein, sodass mit einer über Jahrhunderte andauernden Tauftradition auf Hohen Rätien gerechnet werden darf.

### Fremdenherberge / Xenodochion
Im Osten angelehnt an die Kirchengebäude besteht schon seit der Spätantike (noch vor dem Anbau des Baptisteriums im 4./5. Jh.) ein längliches Gebäude, dessen Funktion noch nicht restlos geklärt ist. Da bei archäologischen Ausgrabungen becherförmige Ofenkacheln einer Frühform des Kachelofens zum Vorschein kamen, darf eine Fremdenherberge (Xenodochion) für eine gehobenere Gesellschaftsschicht angenommen werden, welcher ein direkter Zugang zum Kirchenraum zur Verfügung stand.

## Besitzverhältnisse
Vermutlich kam die alte Wegstation Rialt (heute Hohen Rätien) mit dem Schwinden der römischen Macht in den Besitz der Churer Bischöfe, wo sie blieb, bis sie aufgrund der schweren Schäden durch das Erdbeben von 1295 ihre Funktionen verlor und aufgegeben werden musste. Die aus den Erdbebentrümmern neu errichtete Kirche St. Johann & Viktor diente in der Folge bloss noch der lokalen Bevölkerung für ihre Gottesdienste, weshalb der Bischof von Chur im Jahre 1359 die unrentable Anlage an das Frauenkloster Cazis im Tausch gegen Besitztümer im Unterengadin abtrat. Die Schirmherrschaft über das Kloster und damit auch die Rechte über Hohen Rätien wechselten fortan mehrmals den Besitzer, bis gegen Ende des 15. Jh. der verarmte Graf Jörg von Werdenberg-Sargans seine Besitztümer und Rechte im Domleschg veräussern musste. So ging vermutlich im Jahre 1472 ganz Hohen Rätien durch Kauf an die freie Familie Jecklin aus Rodels. Diese erhielt von Kaiser Maximilian I. von Habsburg im Jahr 1504 den Adelstitel und durfte sich fortan von Jecklin von und zu Hohen Rätien nennen.
Als Fideikommiss ist Hohen Rätien bis zum heutigen Tag im Besitz der Familienstiftung geblieben.

## Restaurierung
Auf Anregung des Verkehrsvereins Thusis und unter der Schirmherrschaft des Schweizerischen Burgenvereins erfolgten in den Jahren 1970/71 erste Sicherungsarbeiten an den stark einsturzgefährdeten Teilen der Ruinenanlage. Seit 1971 engagiert sich die Familienstiftung für die Sicherung und den Erhalt dieses wertvollen Kulturerbes. Unterstützt wird das Vorhaben durch den 1973 von Freunden gegründeten selbständigen Förderverein Hohen Rätien mit dem Ziel, das wertvolle Kulturgut nicht nur zu sichern, sondern auch dem Publikum zugänglich zu machen und kulturell zu beleben.
Gemeinsam ist es den beiden Trägerschaften – Familienstiftung und Förderverein – in den vergangenen Jahrzehnten gelungen, in mehreren Etappen sukzessive die Bausubstanz aus annähernd 2000 Jahren Geschichte zu sichern und zu erhalten.
Der Besuch der (privaten) Anlage ist zu Fuss ab Thusis / Sils i.D. möglich und es wird Eintrittsgeld zugunsten des Unterhalts des Baudenkmals erwartet.

## Sage des letzten Ritters von Hoch Rialt

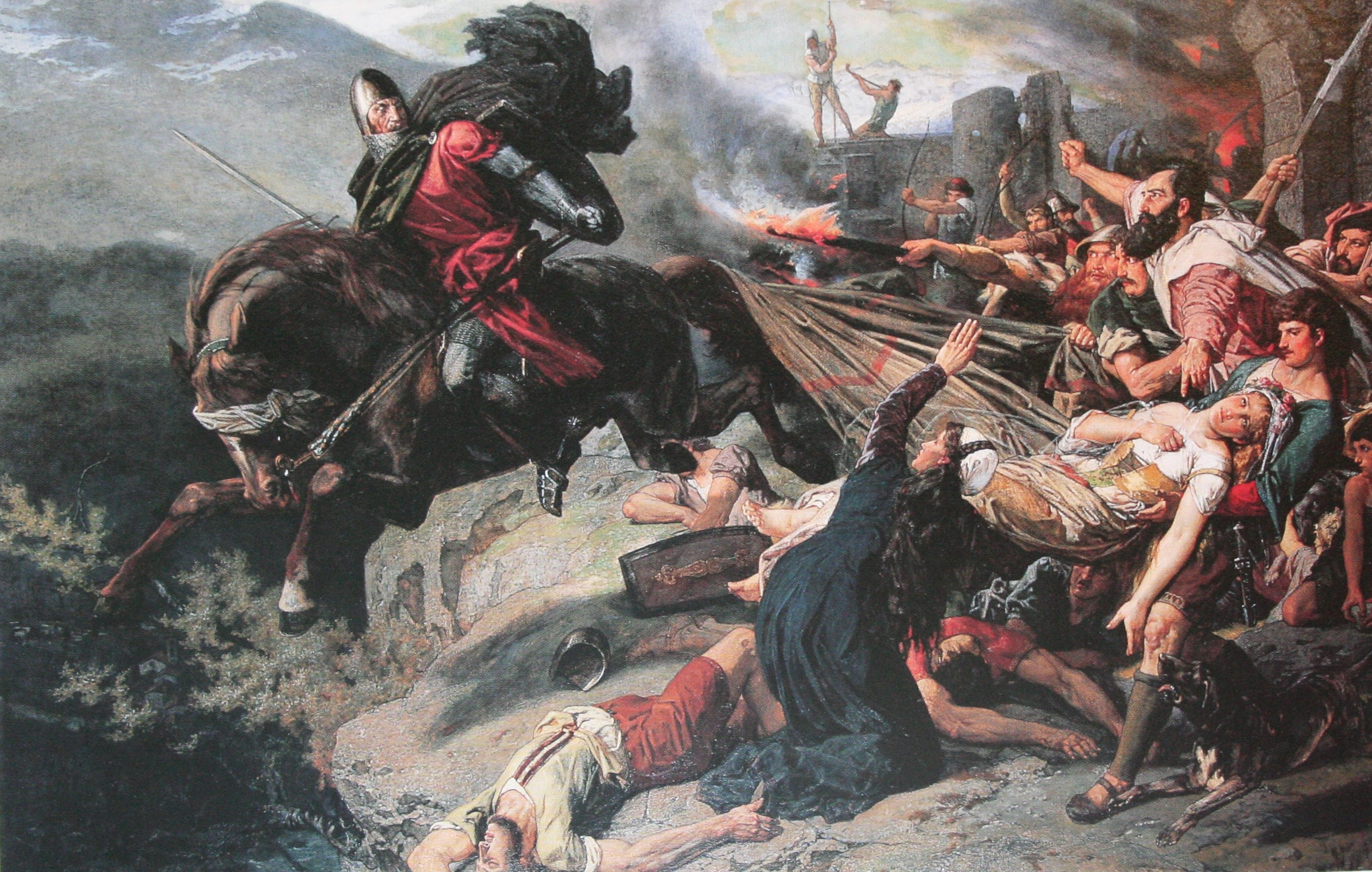
Der letzte Hohenrätier 1883, Gemälde von Ernst Stückelberg

Gemäss einer Sage war der letzte Burgherr von Hoch Rialt Cuno, ein ehemaliger Kreuzritter, der hier mit einer Handvoll Bediensteter lebte. Er war als Tyrann gefürchtet und gehasst. Als er eines Tages im Tal ein Mädchen raubte und sie auf seine Burg verschleppte, rotteten sich die Bauern zusammen und stürmten die Burg. Im Burghof erwartete sie Ritter Cuno auf seinem Pferd, das verängstigte Mädchen hielt er vor sich im Sattel. Es gelang den Bauern, die Entführte zu befreien. Aber bevor sie den Ritter überwältigen konnten, gab dieser seinem Pferd die Sporen und setzte mit einem gewaltigen Sprung über die Felsplatte hinaus in den Abgrund der Via Mala. Die bekanntesten Darstellungen des dramatischen Ereignisses stammen von Karl Jauslin und Ernst Stückelberg.

## Bilder

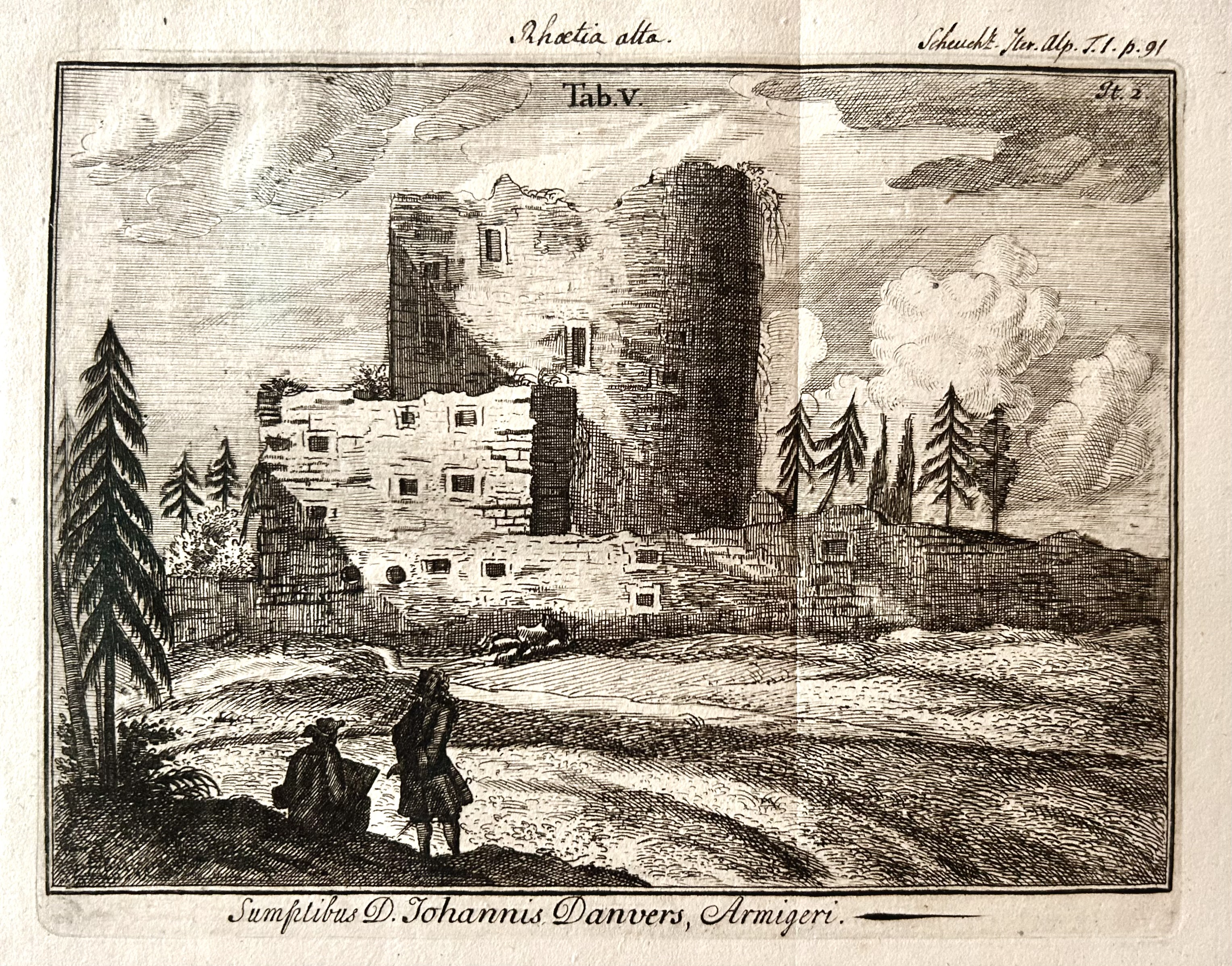
Darstellung von Johann Melchior Füssli, 1708
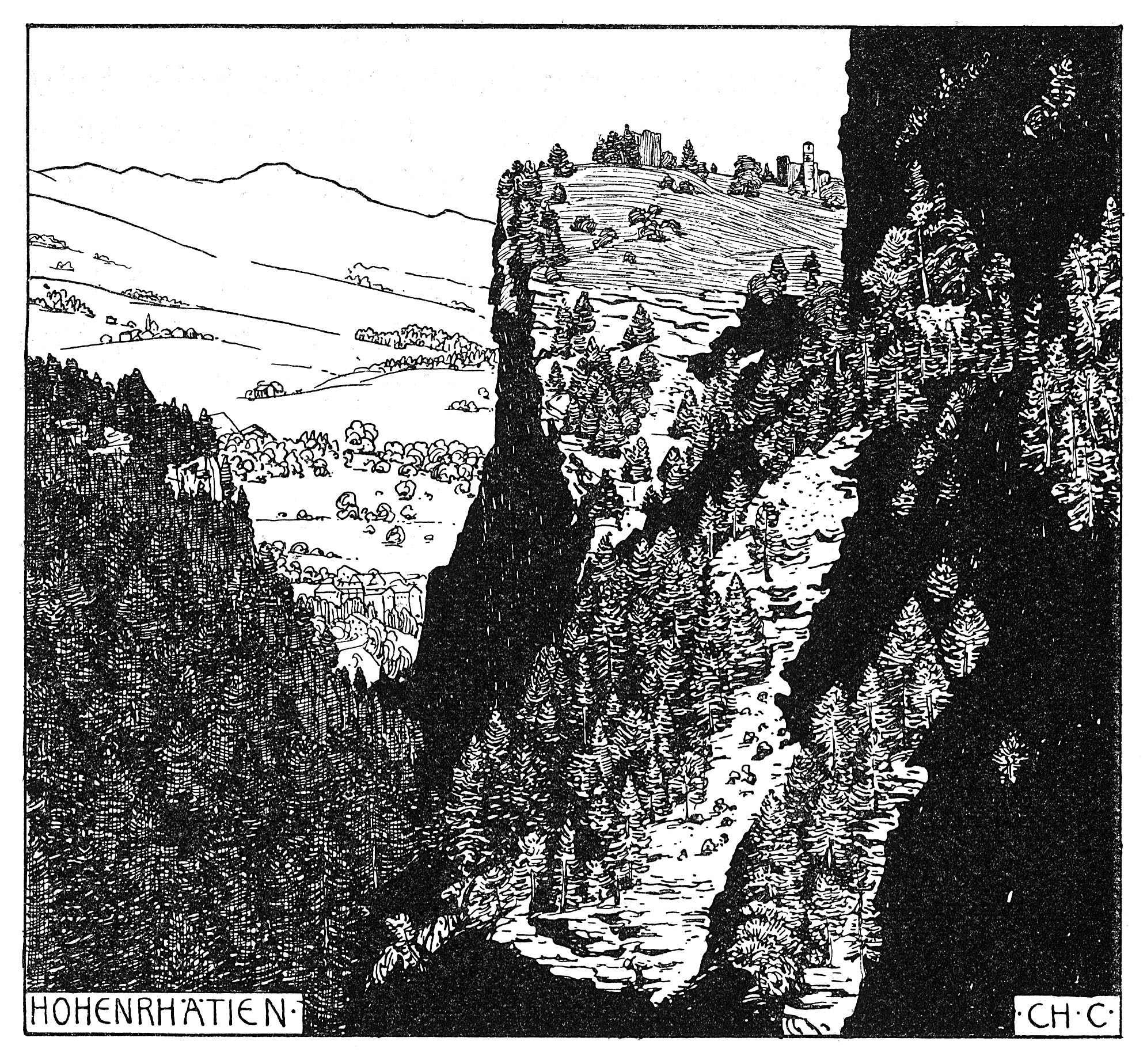
Darstellung von Christian Conradin
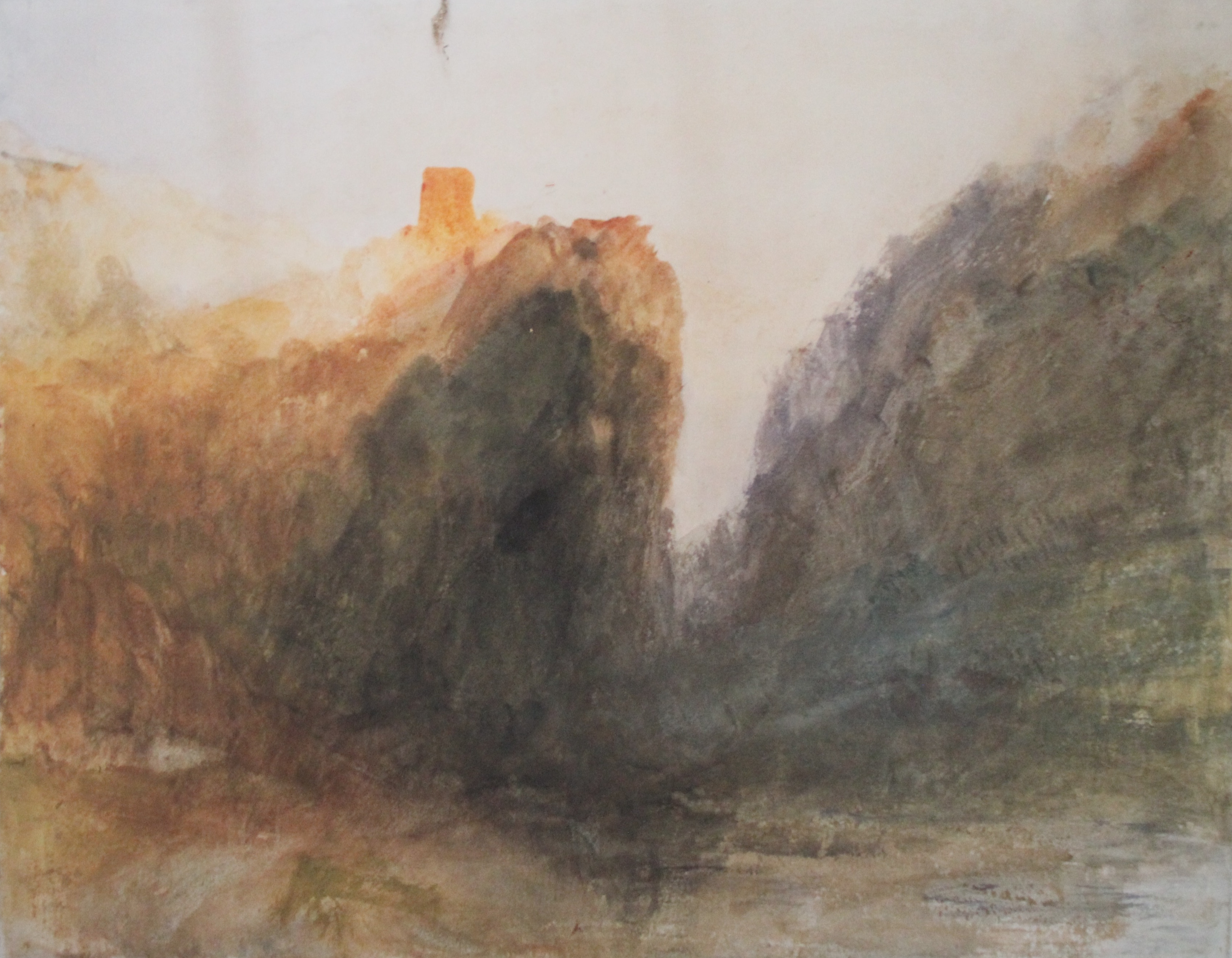
Darstellung von William Turner, 1843
Marschhalt einer Munitionssaumkolonne, ca. 1917
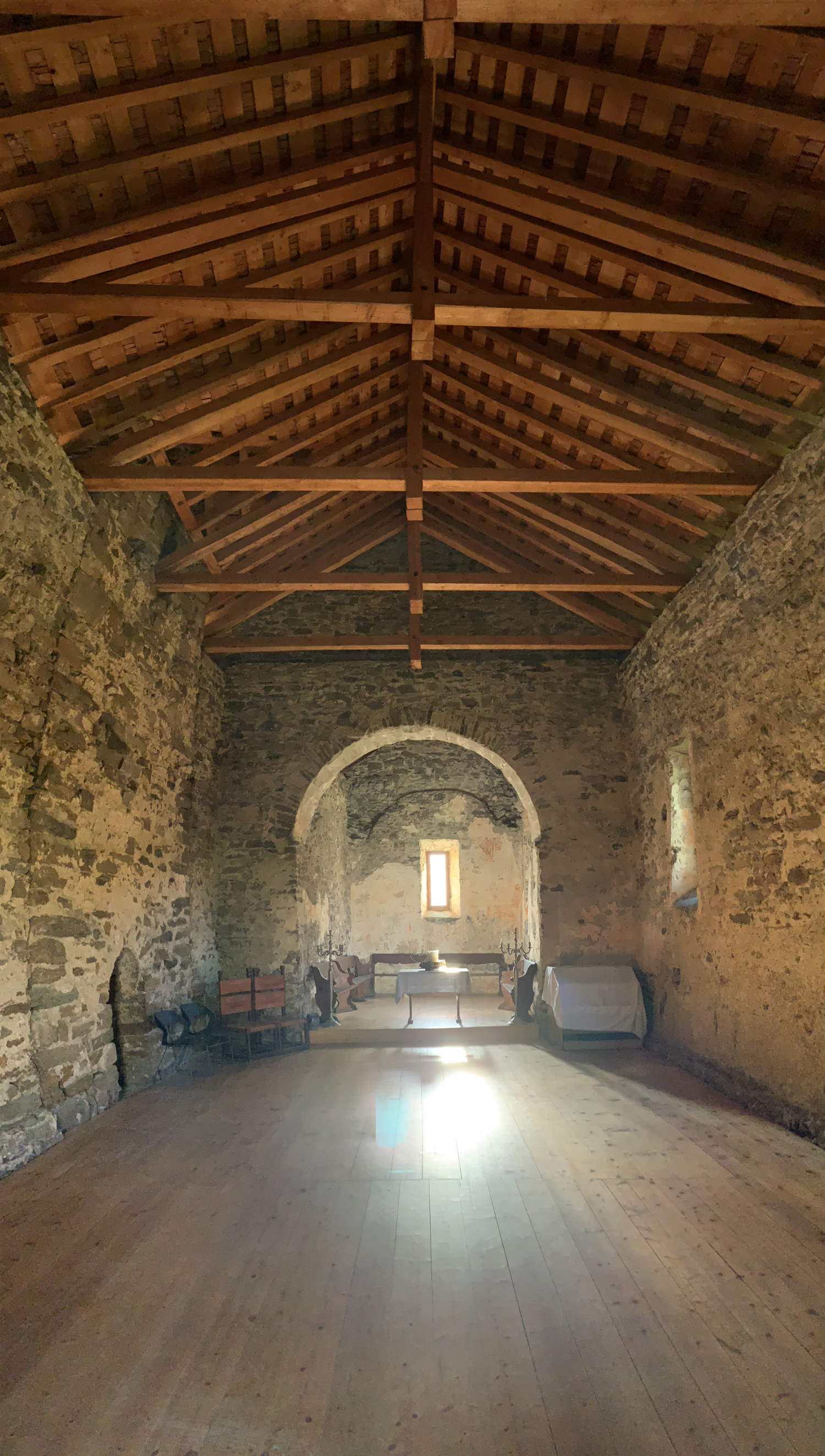
Kirche St. Johann & Viktor, Innenraum

## Weitere Quellen
- Saulle Hippenmeyer: 650 Jahre Gotteshausbund, BMB, 2017
- Julia Gauss: Passpolitik um 1291: Konkurrenzkampf zwischen den Bündner Alpenpässen und dem Gotthard vor 700 Jahren. Regesta Imperii, 1985
- Philippe Della Casa: Transalpine pass routes in the Swiss Central Alps and the strategic use of topographic resources, In: Preistoria Alpina, 42 (2007): 109-118
- Peter Liver: Die Herrschaftsverhältnisse im Tumleschg und am Heinzenberg vom 12. bis ins 15. Jahrhundert, aus Nr. 10 des BMB, 1947
- Peter Liver: Rechtsgeschichte der Rheinbrücke zwischen Thusis und Sils, aus Nr. 4/5 des BMB, 1948
- Bündner Post/Pöschtli.: Jahrgänge 1889 bis 1999.
- Emil Camenisch: Heinzenberger Kirchengeschichte. Thusis 1950.
- Anton von Castelmur: Die Burgen und Schlösser des Kts Graubünden. 1940.
- Heinrich Kraneck: Die alten Ritterburgen und Burgschlösser. Chur, 1834.
- Heinrich Kraneck: Die alten Ritterburgen in Hohen Rätien. Chur 1921.
- Ernst Lechner: Thusis und die Hinterrheintäler. Chur 1891.
- Heinrich Ludwig Lehmann: Die Republik Graubünden. Magdeburg 1797, S. 188 f.
- Hans Mohler: Thusner Wanderbuch. Thusis 1966.
- Anton Moser: Burg Hoch-Rialt (Hohenrätien). In: Nr. 4, 1921.
- Annouk Python: Reconstruction d’un Château. ETHZ, Fribourg 1980.
- A. Rumpf: Thusis. Zürich, ohne Datumangabe.
- Nicolin Sererhard: Enfalte Delineation. Chur 1944.
- Arnold Nüscheler: Gotteshäuser der Schweiz, 1864